# Hrabstwo Osborne

Piramida wieku hrabstwa

Hrabstwo Osborne – hrabstwo położone w USA w stanie Kansas z siedzibą w mieście Osborne. Założone 26 lutego 1867 roku.

## Miasta
- Osborne
- Downs
- Natoma
- Portis
- Alton

## Sąsiednie Hrabstwa
- Hrabstwo Smith
- Hrabstwo Jewell
- Hrabstwo Mitchell
- Hrabstwo Lincoln
- Hrabstwo Russell
- Hrabstwo Ellis
- Hrabstwo Rooks